# Mordellistena atromaculata
Mordellistena atromaculata es una especie de coleóptero de la familia Mordellidae.

## Distribución geográfica
Habita en Java (Indonesia).